# Tábor
Tábor (tyska: Tabor) är en stad i Böhmen i södra Tjeckien med 34 641 invånare (2016). Staden grundades 1420 av husiterna och har fått sitt namn efter berget Tabor i Israel, vilket tros vara platsen för Kristi förklaring.